# Benjamin Franklin Ells
Benjamin Franklin Ells (1805-1874) foi um escritor de Ohio.